# Alle Jahre wieder (1967)
Alle Jahre wieder ist ein deutscher Spielfilm in Schwarzweiß aus dem Jahre 1967.

## Handlung
Hannes Lücke ist von Beruf Werbetexter in Frankfurt am Main. Zu Weihnachten besucht er wie jedes Jahr seine Familie in Münster in Westfalen. Hier in seiner Heimatstadt leben seine Bekannten, Verwandten und seine Freunde in gutbürgerlichen Verhältnissen. Auch diesmal hat er eine neue Freundin Inge aus Frankfurt mitgebracht. Mit Frau Lore und den Kindern singt er Weihnachtslieder und spielt heile Welt, obwohl die Ehe längst zerstört ist; im Hotel wartet Inge ungeduldig auf ihn. Sie will nun eine Entscheidung von ihm und drängt zum Gespräch mit seiner Ehefrau. Seine Ehefrau hingegen begehrt ihn zurück, schon der Kinder wegen. Hannes jedoch zeigt sich entscheidungsschwach; beiden Seiten gibt er Hoffnungen, die er letztlich nicht erfüllen kann. Er versucht sich in der Rolle des Liebhabers, des Ehemanns, des besorgten Vaters; aber in keiner überzeugt er und jedes Mal läuft er, wenn es schwierig wird, davon. Mit seiner Clique erinnert er sich nur noch an die Vergangenheit und ertränkt das Weihnachtsfest im Alkohol. Einer von ihnen trägt im Vollrausch ein Gedicht vor, das wie der Abgesang der Nachkriegsgeneration zu verstehen ist: „Wir sind nur vierzig geworden, unsere einzigen Orden, hat uns irgendein Karnevalsliebchen geschenkt, Ihr habt Recht, wenn ihr denkt, der Rest unserer Träume, schmücken die Weihnachtsbäume …“ Anschließend fahren sie gemeinsam zur alten Flak-Stellung, in der sie als Hitlerjungen zur Luftverteidigung eingesetzt waren. Münster ist nur noch die Vergangenheit von Hannes, die er aufsucht, um es zu vergessen. Am anderen Morgen verlassen beide wieder Münster, ohne dass eine Entscheidung getroffen wurde. Auf der Fahrt nach Frankfurt erzählt er Inge die gleichen Lügen, wie er sie vor 13 Jahren auch seiner Ehefrau erzählt hat. Es wird klar, dass dieses Weihnachten keine Ausnahme war, sondern alle Jahre wiederkehrt.

### Münster
Für das Lokalkolorit wird die Erinnerung an den Musiklehrer Dr. Bierbaum eingespielt, der in nur drei Szenen folgende Statements gibt:
- „Entweder es regnet hier, oder die Glocken läuten oder es wird mal wieder eine Kneipe eröffnet.“ (in Bezug auf Münster)
- „Meine Herrn, darf ich ihnen das mit auf den Weg geben: Der Hauptgrund für die Scheidung ist die Ehe.“ (in Bezug auf Scheidung)
- „Meine Herrn, das ist doch Tatsache: Die Deutschen singen am meisten, wenn es Weihnachten wird, oder wenn sie in den Krieg ziehen.“ (in Bezug aufs Singen)

Die Handlung spielt in oder bei markanten Gebäuden in Münster. Gezeigt werden u. a. das Cafe Schucan, die Kneipe Stuhlmacher, das Alte Gasthaus Leve, die Promenade, die Überwasserkirche, das Historische Rathaus, St. Lamberti und das LWL-Landesmuseum für Kunst und Kulturgeschichte.

## Hintergrund
Die Brüder Ulrich und Peter Schamoni sowie der Hauptdarsteller Hans Dieter Schwarze verbrachten ihre Jugendzeit in Münster und kehrten für die Dreharbeiten dorthin zurück. In der ehemaligen westfälischen Provinzialhauptstadt hat der Film Kultstatus und wird regelmäßig zur Weihnachtszeit im Kino gezeigt.

## Kritiken
„Die Karikatur einer verspießerten Generation, mit Sinn für milieuechte Unterhaltung inszeniert.“

„Der Film hat Schwächen, aber auch unbestreitbare Qualitäten … Das Drehbuch gewinnt einer im Grunde banalen Story einige satirische Effekte ab, die für die Unerheblichkeit des Sujets entschädigen. Der Film reflektiert über die Generation der 40-jährigen Männer. Sie haben es zu etwas gebracht, sind mehr oder minder gut verheiratet, in der Erinnerung an die erregenden Nazi- und Kriegsjahre geben sie sich gern unbürgerlicher, als sie sind. Aber ihre Proteste gegen Spießerei, Mief und Langeweile lösen sich stets in Alkoholdunst auf. Was dem Film fehlt ist ein Quäntchen Bitterkeit. Schamoni … sieht die Komik an der falschen Innerlichkeit, registriert Pathos und Sentimentalität des Kleinbürgers; aber er packt nicht energisch genug zu … Wer befürchtet hatte, Schamoni dürfe sich nach der Uraufführung seines Films in Münster nicht mehr sehen lassen, kann beruhigt sein: Schamoni darf. – Die Kritik … ist so gefällig und perfekt verpackt, dass sie konsumierbar wird.“

„Westfalens argloses Menschentum, der Welt durch Deutschlands Bundespräsidenten längst vertraut, nutzte der Regisseur Ulrich Schamoni, 27, für Kinokunst. Er drehte in Münster ein Lichtspiel über Provinzmief, Spießerfreuden und westfälischen Seelenfrieden …“

„Der Film entlarvt vorgeblich zwei Gruppen-Phänomene: die Kleinbürger und die Katholiken. Das vereinigte deutsche Kleinbürgertum wird aufgezeigt, indem der Film sich recht einseitig eine Spezies herauspickt, die es auch (und zweifellos nicht zu knapp) gibt, die aber als mögliche Gruppe neben anderen Gruppen steht…Der Film entlarvt zweitens, wie die Drehbuchautoren meinen, bigotte Frömmigkeit katholischer Provenienz, provinziell verengte Katholizität, indem er Ausschnitte aus dem Weihnachts-Hochamt im Dom zu Münster einschließlich Festpredigt (in Originalaufnahme und Originalton) vorzeigt; in Gegenschussaufnahme stellt er jedoch zugleich die mimischen Reaktionen von „Gläubigen“ dem Zuschauer zur Verfügung, zum Beweis dafür, dass deren Gedanken ganz woanders sind.“

„… berichtet von banalen, trunkenen, kuriosen Weihnachtstagen in der biederen westfälischen Bürgerstadt Münster… Das hat Schamoni ohne optischen Ehrgeiz, doch mit respektlosem Witz in eine Serie satirischer Solos verwandelt.“

„Zügiger und frischer Film mit komödiantischen Zügen, der aber das Bild der Vierzigjährigen klischeehaft verzeichnet. Diskussionswürdige Unterhaltung ab 16.“

## Auszeichnungen
Der Film lief im Wettbewerb der Berlinale 1967. Michael Lentz erhielt einen Silbernen Bären für sein Drehbuch, die Hauptdarsteller Hans-Dieter Schwarze und Ulla Jacobsson wurden jeweils mit dem Bundesfilmpreis in Gold ausgezeichnet. Ulrich Schamoni erhielt den FIPRESCI-Preis, sein Bruder Peter Schamoni gewann den mit 300.000,- DM dotierten Bundesfilmpreis in Silber. Das Preisgeld bildete die Grundlage für die Produktion des Films Zur Sache, Schätzchen.